# Кастлріг
Кастлріг (англ. Castlerigg Stone Circle) — мегалітична споруда-кромлех (кругова композиція з вертикальних каменів). Знаходиться в Великій Британії на території графства Камбрія недалеко від міста Кесвік. Назва Кастлріг походить від назви сусіднього пагорба.
Камені витесані з місцевого сланцю. Найвищий — понад 2 метри, найважчий — близько 16 тонн.
Камені стоять у вигляді злегка сплюсненого кола діаметром від 29 до 32 метрів.
Усередині кромлеха зі східного боку є ще десять каменів, що утворюють майже прямокутну фігуру.
Споруда датується 3200 роком до н. е. (Пізній неоліт або рання бронзова доба), що робить її найдавнішим кромлехом у Великій Британії або навіть в Європі.
Існує легенда, що неможливо порахувати скільки ж каменів у Кастлрізі, кожен новий підрахунок буде давати новий результат. Офіційна кількість каменів — 40.